# Teenage Rebel Records
Teenage Rebel Records  est un label indépendant allemand de punk rock, basé à Düsseldorf.

## Histoire
Rüdiger Thomas fonde le label en 1988. La première publication la même année est l'EP du groupe Brut 66. La centième publication 14 ans plus tard est la compilation Teenage Rebel – der Sampler Vol. 3.

## Répertoire
Outre plusieurs compilations sur le football (Pogo In Der Gegengeraden et Wir Sind Schalker Und Ihr Nicht!, sorties en 1997), Düsseldorf (Ein Tausendstel Düsseldorf sortie en 1990, et Düsseldorf Modestadt?, sortie en 1994) ou les deux (5 Jahre Lost Boyz Flingern – Ein Leben Für Fortuna Düsseldorf sortie en 2004), Teenage Rebel Records publie également ses propres compilations.
En outre, le label se spécialise dans la réédition au fil du temps : Emils, Kaltfront, et Die Kassierer. La compilation H'Artcore, publiée à l'origine en 1981, est republiée en 1999.

## Groupes et artistes
- Artless (de)
- Babelsberg Pöbelz (de)
- Pöbel & Gesocks (de)
- Brigade S
- Der Fluch
- Die Kassierer
- Die Lokalmatadore (de)
- Die Ruhrpottkanaken (de)
- Eisenpimmel
- Hammerhead (de)
- Herbärds (de)
- Kiesgroup (de)
- Klamydia (de)
- Muff Potter
- OHL
- Pöbel & Gesocks (de)
- Public Toys (de)
- Punk Lurex (de)
- Terrorgruppe
- The Vageenas
- ZZZ Hacker (de)